# Base aérienne Al-Anad
La base aérienne Al-Anad (arabe : قاعدة العند الجوية) est une base aérienne située dans le gouvernorat de Lahij au Yémen. C'est la plus grande base aérienne du pays.

## Histoire
Le 16 mai 1994, lors de la guerre civile yéménite de 1994, les nordistes prennent la base,.
La base est initialement une base américaine, puis, en mars 2015, les États-Unis l'évacuent dans le cadre de la guerre civile yéménite. La base est conquise dans la foulée par les Houthis.
En août 2015, la base est reconquise par les forces fidèles au président Abdrabbo Mansour Hadi.
Le 12 janvier 2019, une attaque au drone revendiquée par les Houthis dans la base aérienne Al-Anad fait sept morts, dont le général Saleh Tamah, chargé des renseignements, et 11 blessés parmi les loyalistes.